# Kwas buraczany

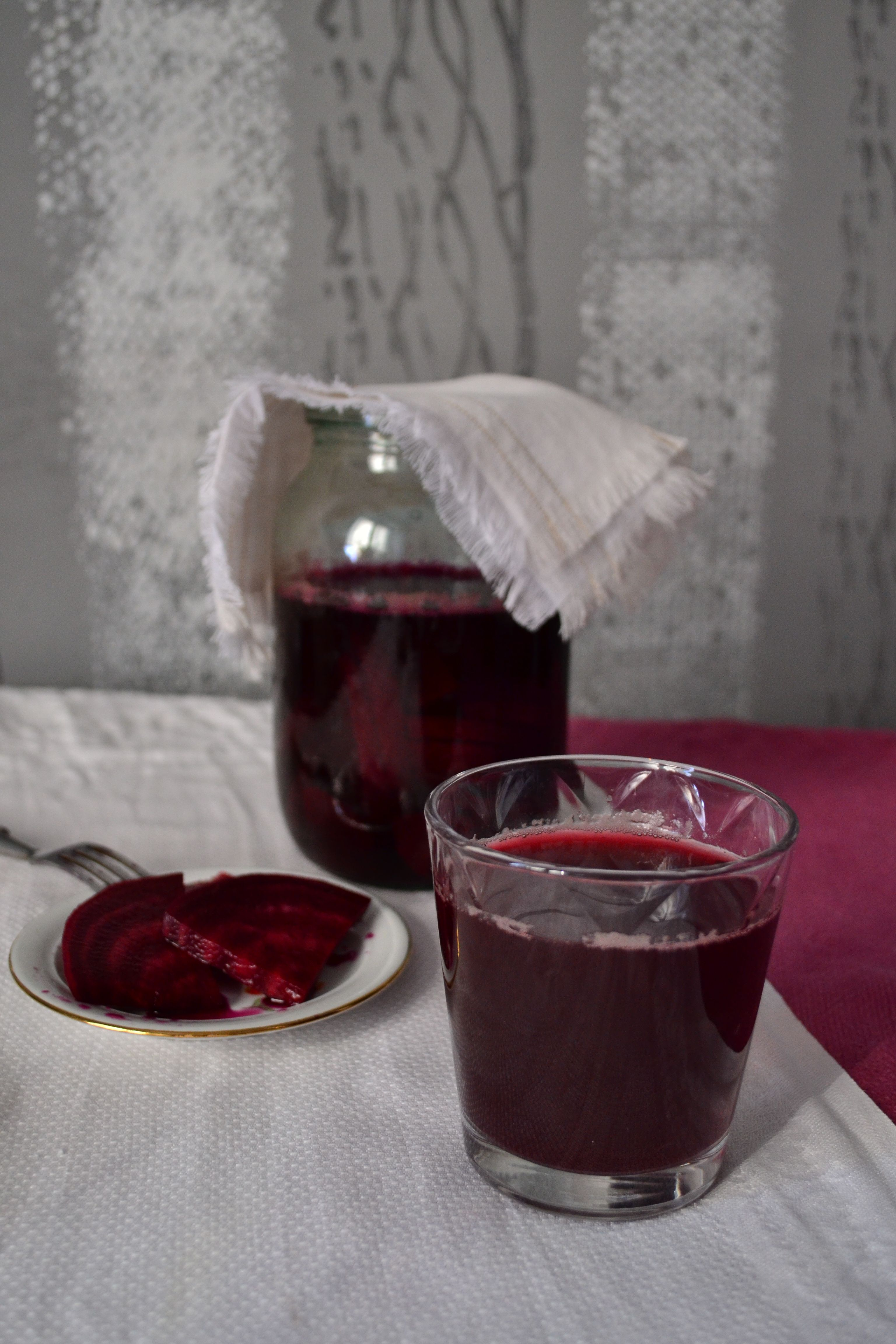
Kwas buraczany

Kwas buraczany (sok z buraka kiszonego) – napój z buraka ćwikłowego.
24 lipca 2018 produkt wpisany został na listę produktów tradycyjnych województwa podlaskiego w kategorii Napoje.
Metoda wytwarzania kwasu buraczanego opisana została m.in. w Śpiżarni i zapasach zimowych z 1925 r. Marty Norkowskiej:

...Buraki kwasić na zimę. Chcąc mieć dobry kwas burakowy na barszcz, kapuśniak i t. p., nie należy wszystkich buraków kwasić od razu, tylko częściowo, co 2 lub 3 tygodnie, pewną ilość zakwasić. Buraki mniejsze w całości, większe poprzekrawać, obrać, a włożywszy do beczułki, nalać zimną wodą i postawić w cieple, najlepiej przy kuchni. Po upływie 4–5 dni wystawić baryłkę w zimne miejsce, aby buraki powoli kwaśniały i dłużej przechować się dały. Najdalej po 6 dniach kwas można używać, a w miarę ubywania, należy wody dolewać; lecz nie dłużej jak przez miesiąc używać tych buraków, gdyż przekwaśniały barszcz będzie już niezdrowy […]

Produkt ten najściślej związany jest z tradycjami Bożego Narodzenia, czego ślady można znaleźć również w literaturze pięknej. Buraczany kwas pojawia się na stole jako pierwsze z dań wigilijnych w Chłopach Władysława Stanisława Reymonta (powieść pisana w latach 1901–1908):

...A chociaż głodni byli, boć to dzień cały o suchym chlebie, a pojadali wolno i godnie. Najpierw był buraczany kwas, gotowany na grzybach z ziemniakami całemi, a potem przyszły śledzie w mące obtaczane i smażone w oleju konopnym [...]

Popularność soku z buraka kiszonego również na Podlasiu potwierdzają poradniki kulinarne – np. Kuchnia polska regionalna. Mazowsze-Kurpie-Podlasie wydana w Łomży. Wspomina o nim również Andrzej Fiedoruk – współczesny badacz i pasjonat podlaskich smaków.